# Битва при Престонпанс
Сражение при Престонпансе (также известная как битва при Гладсмюире), (англ. — Battle of Prestonpans / Battle of Gladsmuir), — произошла 21 сентября 1745 года недалеко от селения Престон (современный городок Престонпанс) и городка Транент, расположенных в Восточном Лотиане. Сражение стало первой значительной и успешной военной победой якобитского восстания 1745 года.

Карта битвы при Престонпанс. Красные - правительственные войска, голубые - отряды шотландских горцев.

## Предыстория сражения
Высадившись в июле 1745 г. на Атлантическом побережье Шотландии и собрав своих вооруженных сторонников из числа преданных шотландских кланов у озера Финнан, принц Чарльз Стюарт с войском уже 17 сентября того же года достиг столицы Шотландии. Лишь Эдинбургский замок и его Английский гарнизон не сдались якобинскому претенденту на престол. Английские войска, при этом, не смогли пресечь ни высадку Чарльза, ни его быстрое продвижение на юг. Командующий англичан, сэр Джон Коуп, отвел свои силы в Лотиан и построил их по прямой с севера на юг — сразу же за усадьбой в местечке Престон, чтобы таким образом воспрепятствовать дальнейшему продвижению якобитских войск в Англию.

## Ход сражения
Подойдя днем ранее к будущему месту сражения, силы якобитов расположились на возвышенности с юга от него, но обнаружили, что между ними и врагом лежит болотистая местность. Военный совет во главе с Чарльзом Стюартом не смог сойтись на едином плане атаки, и войско шотландцев заночевало под открытым небом. Однако ночью местный житель из числа симпатизировавших, некий Андерсон из Уитбурга, доложил генералу Мюррею, что есть обходной путь в тыл англичанам — через болотистую местность. К 3.00 утра отряды якобитов тайно, под покровом ночного тумана пробралось по тропам в тыл противнику, заняв господствующую высоту.
Ранним утром 21 сентября, шотландцы, численностью около 2,000 человек, выстроились в традиционном боевом порядке своих клановых отрядов напротив левого фланга не ожидающего удара со спины противника. «Красные мундиры» в спешке были вынуждены развернуть боевое построение и перераспределиться, чтобы противостоять возникшей угрозе с тыла. Английский командующий Коуп приказал своей артиллерии немедленно развернуть позиции и открыть огонь, но плохо обученные и замявшиеся рекруты смогли лишь дать несколько залпов, не  способных остановить стремительный натиск воинственных отрядов горцев, начавших успешно обходить и бить их с флангов.

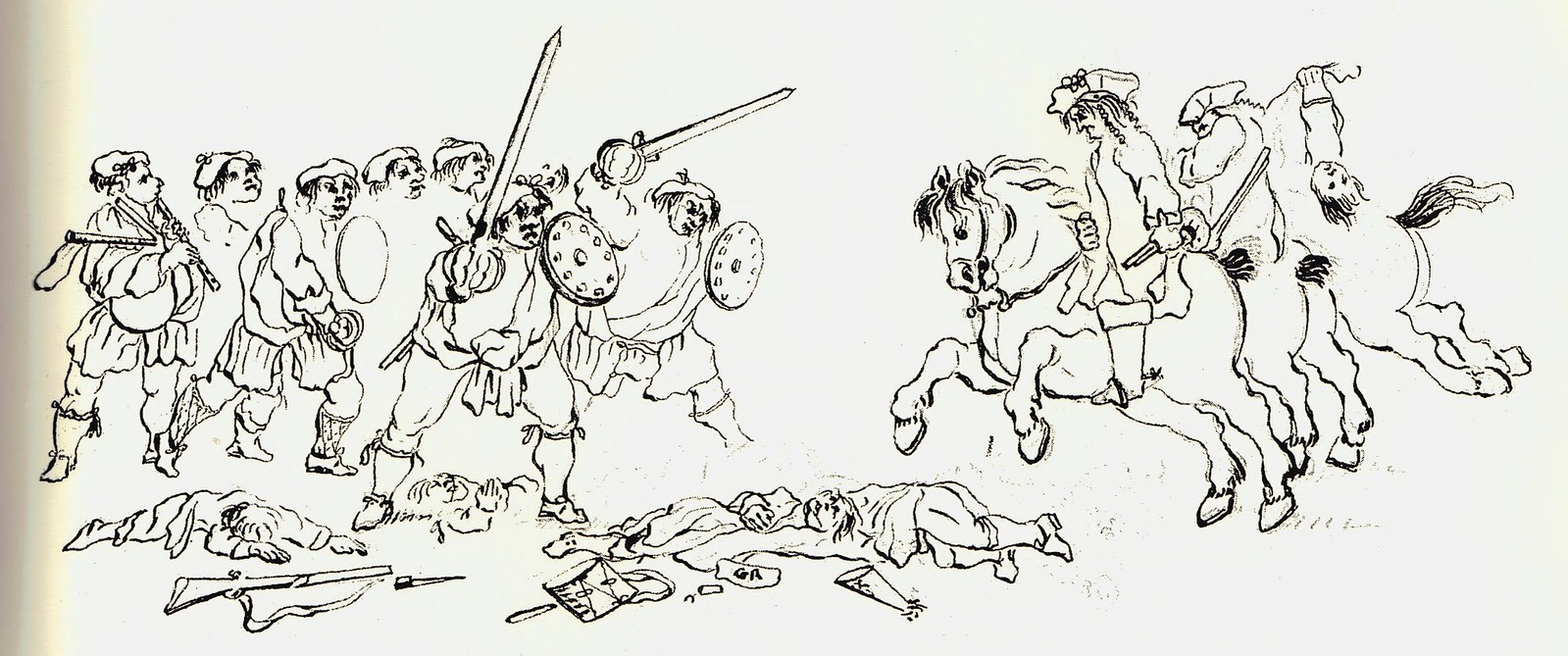
Якобитские воины теснят английских драгун (Иллюстрация к сражению от неизвестного современника)

Положение не спасло даже присутствие королевских драгун на правом фланге англичан, которые, неся потери, спешно ретировались с поля боя, в надежде укрыться в до тех пор все ещё остававшимся в руках англичан Эдинбургском замке. Печальную судьбу смешавшихся и бегущих с поля боя английских солдат усугубило наличие большой усадьбы и подсобных хозяйственных строений на окраине Престонпанса, куда они были вплотную загнаны и разбиты наступавшими якобитами.

## Последствия
В результате сражения, силы якобитов, под предводительством  принца Чарльза Стюарта, а также его генерала Джорджа Мюррея, разгромили единственные английские правительственные силы в Шотландии, которые дрогнули под натиском горцев. Битва продлилась менее тридцати минут, оказав огромное влияние на моральный дух якобитов и превратив их восстание в серьезную угрозу британской короне. Бежавшие с поля боя английские войска таким образом открыли путь на Эдинбург, куда затем с триумфом вошел и где был провозглашен новым королем бывший претендент на шотландско-британскую корону. В дальнейшем, войска якобитов смогли почти беспрепятственно продвинуться далеко вглубь Англии, что создавало прямую угрозу Лондону и ганноверскому правительству Георга II.

## В культуре

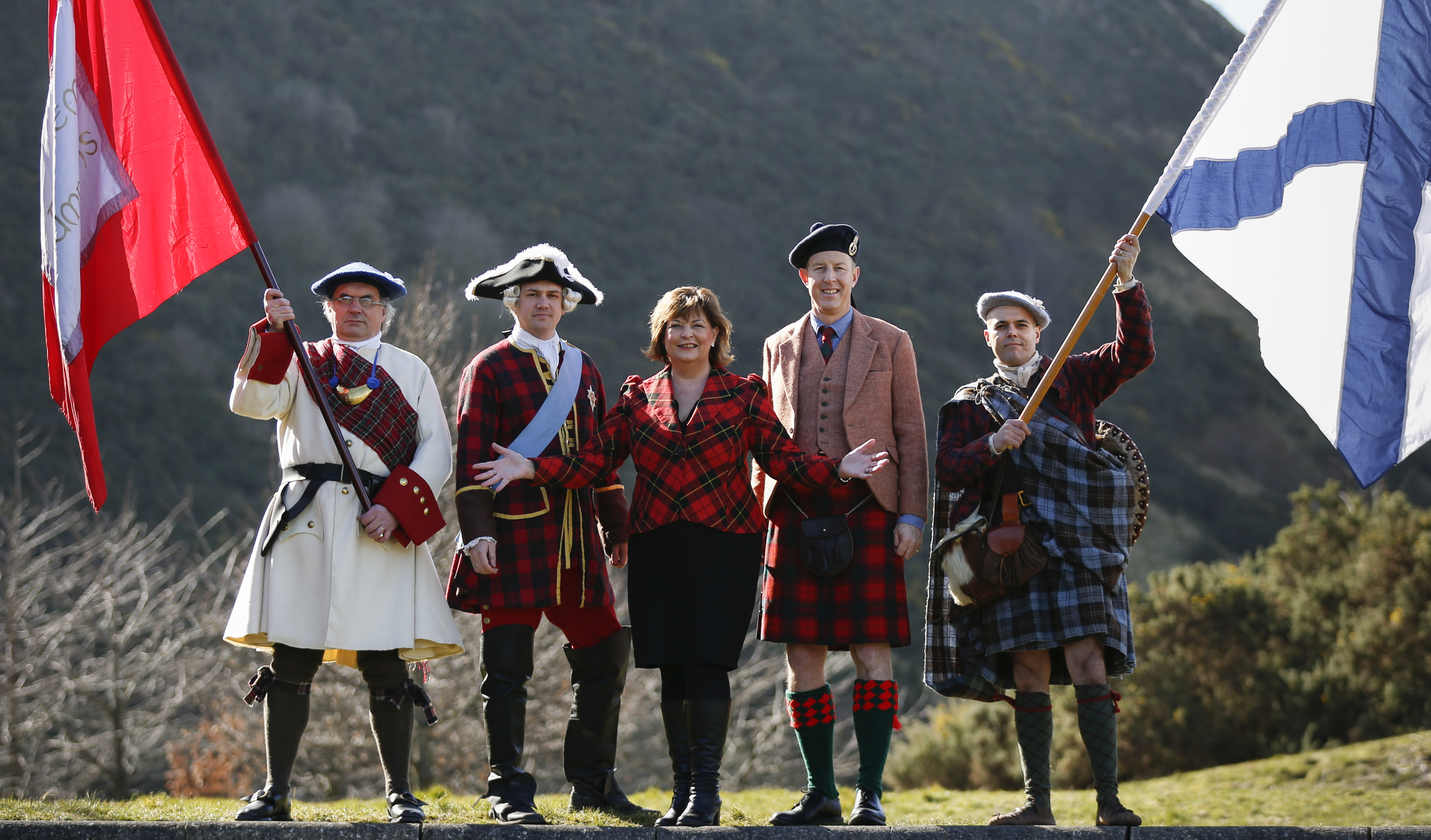
Участники ежегодной реконструкции сражения, 2018г.

Событие было отображено в словах шотландской народной песни, широко известной под названием «Эй, Джонни Коуп!» (англ. Hey, Jonnie Coup). Слова к песне  позднее переписал Роберт Бернс в своем стихотворении «Джон Коп», но они не обрели популярность.
Ежегодно дату сражения в Престонпансе отмечают костюмированной реконструкцией с участием местных жителей, представителей муниципалитета и энтузиастов.
Сражению также посвящен 10-й эпизод 2-го сезона телесериала Чужестранка (2016г.).
В 2022 г. в здании бывшей городской управы в Престонпанс был открыт временный мемориальный музей-экспозиция, посвященный историческому сражению.